# Ivi Adamou
Ivi Adamou (Grieks: Ήβη Αδάμου) (Agia Napa, 24 november 1993) is een Cypriotisch zangeres.

## Biografie
Adamou raakte in de Griekstalige wereld bekend door haar deelname in 2009 aan de Griekse versie van X Factor. Daarin eindigde ze op de zesde plaats. Na X Factor kreeg ze een contract aangeboden van Sony Music. In 2011 bracht ze haar eerste plaat uit: San ena oneiro.
In de zomer van 2011 liet de Cypriotische openbare omroep weten Ivi Adamou intern te hebben verkozen om het eiland te vertegenwoordigen op het Eurovisiesongfestival 2012 in Bakoe, Azerbeidzjan. In een nationale finale op oudejaarsavond 2011 zong ze 3 nummers: You don't belong here, La la love en Call the police. Uiteindelijk werd La la love verkozen als lied waarmee ze zal deelnemen. Op 22 mei 2012 plaatste ze zich in de eerste halve finale met negen andere landen voor de finale op 26 mei. Daar eindigde ze als zestiende.

## Discografie

### Singles
| Single met hitnotering(en) in de Vlaamse Ultratop 50 | Datum van verschijnen | Datum van binnenkomst | Hoogste positie | Aantal weken | Opmerkingen |
| ---------------------------------------------------- | --------------------- | --------------------- | --------------- | ------------ | ----------- |
| La la love                                           | 28-05-2012            | 26-05-2012            | tip11*          |              |             |